# César Sánchez
César Sánchez Domínguez (Cáceres, 1971. szeptember 2. –) korábbi spanyol labdarúgó. Posztját tekintve kapus.

## Karrierje
Karrierjét ifiként a Valladolidban kezdte. Első meccsét 1991-ben, a tartalékok között játszotta. 1992-ben a felnőttcsapatban is bemutatkozott. Nyolc évig játszott itt, ezalatt több, mint 200 bajnokin lépett pályára.
2000-ben a Real Madridhoz igazolt, a csodagyereknek kikiáltott Iker Casillas cseréjének. Casillas formahanyatlása miatt azonban nem sokkal ezután ő szerepelt a kezdőcsapatban. A BL-ben ő kezdett a kilenc mérkőzésből ötön, azonban a döntőben, a Bayer Leverkusen ellen sérülés miatt le kellett cserélni.
2005-ben igazolt a Zaragozához. A három szezon minden egyes meccsén kezdő volt. Amikor a csapat kiesett, az új edző, Marcelino García Toral a B csapatba száműzte.
Ezt követően a Tottenham játékosa lett, ahol ekkor honfitársa, Juande Ramos volt az edző. Egyetlen meccsét a ligakupában játszotta, a Liverpool elleni 4–2-es győzelem alkalmával, amikor a sérült Heurelho Gomest kellett helyettesítenie.
2009 telén hazatért, a Valencia igazolta le őt, a szezon végéig. Bár már a spanyol klub játékosa volt, a ligakupa-elődöntőben még a kispadra nevezve volt.
Mivel első féléve jól sikerült, egy évvel meghosszabbította lejáró szerződését.
A válogatottban eddig mindössze egy meccsen játszott. A 2000. augusztus 16-i meccsen az ellenfél Németország volt, a végeredmény súlyos, 4–1-es vereség lett.

## Fordítás
- Ez a szócikk részben vagy egészben  a   César Sánchez című angol Wikipédia-szócikk fordításán alapul.  Az eredeti cikk szerkesztőit annak laptörténete sorolja fel. Ez a jelzés csupán a megfogalmazás eredetét és a szerzői jogokat jelzi, nem szolgál a cikkben szereplő információk forrásmegjelöléseként.

## Külső hivatkozások
- Adatlapja a Valencia CF hivatalos honlapján (spanyolul)
- Statisztikái az LFP honlapján (spanyolul)
- BDFutbol
- Válogatott-statisztikái (spanyolul)